# Zenevredo
Zenevredo ist eine Gemeinde (comune) mit 491 Einwohnern (Stand 31. Dezember 2023) in der südwestlichen Lombardei im Norden Italiens. Die Gemeinde liegt etwa 15 Kilometer südöstlich von Pavia in der Oltrepò Pavese und gehört zur Comunità Montana Oltrepò Pavese.

## Geschichte
In einem kaiserlichen Dokument von 1164 wird bestätigt, dass die Ortschaft Zenevredo mit den umliegenden Gebieten der Rechtsprechung Pavias unterstellt ist. 

## Persönlichkeiten
- Carlo Dossi (1849–1910), Schriftsteller, Politiker und Diplomat